# 諾克斯 (伊利諾伊州)
諾克斯（英語：Knox）是位於美國伊利諾伊州諾克斯縣的一個非建制地區。該地的面積和人口皆未知。

## 地理
諾克斯的座標為41°56′03″N 90°15′17″W / 41.93417°N 90.25472°W，而該地的平均海拔高度為230米（即755英尺）。